# Никкель, Ута
У́та Ни́ккель (нем. Uta Nickel; род. 19 июля 1941, Лейпциг) — немецкий политик, член СЕПГ, позднее ПДС. В 1989—1990 годах занимала пост министра финансов и цен ГДР.

## Биография
Окончив вечернюю школу в 1959 году и освоив профессию переплётчицы, Ута Никкель училась заочно в Галле-Виттенбергском университете и в 1973 году получила диплом экономиста. Работала научным сотрудником в экономическом совете округа Лейпциг, затем в окружном строительном управлении Лейпцига. В 1960 году вступила в СЕПГ. В 1979—1981 годах являлась сотрудником, а в 1981—1983 годах — заместителем председателя окружной плановой комиссии. В 1983—1988 годах входила в состав окружного совета Лейпцига и отвечала за финансы и цены. В 1986—1988 годах избиралась депутатом окружного собрания депутатов Лейпцига. В 1985—1987 годах окончила курс обучения в окружной партийной школе СЕПГ в Лейпциге.
В 1988—1989 годах Никкель занимала должность заместителя министра финансов и цен ГДР. В период перед объединением Германии Никкель в декабре 1989 года была назначена министром финансов и цен ГДР в правительстве Ханса Модрова, ушла в отставку 22 января 1990 года. Как министр финансов, входила в состав президиума Совета министров ГДР. После ухода из политики в 1990 году Никкель работала консультантом компаний в области развития недвижимости и строительства.